# Wendy O. Williams
Wendy Orlean Williams (Webstern, Monroe megye, New York, 1949. május 28. – Storrs, Tolland megye, Connecticut, 1998. április 6.) amerikai énekesnő, dalszerző és színésznő volt. A Plasmatics együttes énekeseként lett ismert. Ismertnek számított továbbá látványos és botrányos színpadi show-jairól is, melyek során félig meztelenül jelent meg, tárgyakat robbantott fel, fegyverrel lövöldözött és láncfűrésszel darabolt fel gitárokat. Fellépései során általában mohawk hajstílust viselt.
16 éves korában hagyta el a családi házat. Coloradóba utazott, ahol bikinivarrással keresett pénzt. Ezt követően Floridába és Európába utazott  Több állása volt, többek között sztriptíztáncosnőként és pincérnőként is dolgozott. 1976-ban utazott New Yorkba. 1979-ben feltűnt a Candy Goes to Hollywood című pornófilmben. Ugyanebben az évben Rod Swenson menedzser felfogadta őt a Plasmatics zenekar tagjaként.
Az együttes tagjaként három albumot adott ki, majd szóló karrierbe kezdett. Első albuma, a WOW 1984-ben jelent meg. Ezt a Kommander of Kaos (1986) és a Deffest! and Baddest! (1988) követték, ezután visszavonult a zeneiparból. Első nem pornófilmes szerepe Tom DeSimone Reform School Girls (1986) című filmjében volt. Szerepelt továbbá a Pucker Up and Bark Like a Dog című vígjátékban, illetve a The New Adventures of Beans Baxter és MacGyver című sorozatokban.
Williams 1998. április 6-án öngyilkos lett. Már a halála előtti években is megpróbálta megölni magát, ugyanis depresszióban szenvedett.

## Élete
Robert F. Williams vegyész és Audrey Stauber Williams (1921–2008) gyermekeként született a New York-i Websterben. Az iskolában klarinétozni tanult.
Először 15 éves korában került összeütközésbe a törvénnyel, amikor letartóztatták, mert meztelenül napozott. Tanulmányait a Webster Thomas High Schoolban folytatta, de érettségi előtt kilépett. Az iskolában "szégyenlős és csinos" volt osztálytársai és tanárai szerint, illetve egy "átlagos diáklány, aki az iskolai együttesben játszott, odafigyelt a hajára és a ruháira, és olyan csendes volt, hogy közel kellett hozzá hajolni, hogy hallja az ember."
16 éves korában elszökött otthonról és Coloradóba utazott. Itt azzal keresett pénzt, hogy varrott bikiniket árult. Ezután Floridába utazott, ahol parti őrként dolgozott, majd Európába utazott. Londonban szakácsként dolgozott, majd táncos is volt. Ebben az időben többször is letartóztatták bolti lopásért és hamis pénz osztogatásáért.
1976-ban New Yorkba utazott, ahol látott egy hirdetést a Show Business magazinban. Rod Swenson meghallgatást tartott a "Captain Kink's Theatre" számára. Williams válaszolt a hirdetésre, és hamarosan élő szex show-kon lépett fel. Szerepelt Gail Palmer 1979-es Candy Goes to Hollywood című pornófilmjében.
1977-re Swenson Williams menedzsere lett, és felkérte őt, hogy csatlakozzon az újonnan létrehozott punk rock zenekarához, a Plasmatics-hoz. Első fellépésük 1978 júliusában volt a CBGB klubban. Az együttes hat nagylemezt adott ki.
Szóló karrierje során négy stúdióalbumot és egy EP-t jelentetett meg.
1991-ben Storrs-ba (Connecticut) költözött, ahol Rod Swensonnal élt. Ekkoriban egy Willimantic-i élelmiszerboltban dolgozott. Elmondása szerint "eléggé elege lett az emberekből".

## Halála
Először 1993-ban próbált meg öngyilkosságot elkövetni azzal, hogy mellkason szúrta magát egy késsel. Azonban meggondolta magát, és felhívta Rod Swensont, hogy vigye őt a kórházba. 1997-ben újból megpróbálkozott az öngyilkossággal; ez alkalommal túladagolta magát.
Williams 1998. április 6-án hunyt el lőtt seb miatt. 48 éves volt.

## Diszkográfia
A Plasmatics-szal
- New Hope for the Wretched (1980)
- Beyond the Valley of 1984 (1981)
- Metal Priestess (1981)
- Coup d'etat (1982)
- Maggots: The Record (1987)
- Coup de Grace (posztumusz kiadás, 2002)

Szóló albumok
- WOW (1984)
- Fuck 'N Roll (koncert-EP, 1985)
- Kommander of Kaos (1986)
- Maggots: The Record (1987)
- Deffest! and Baddest! (1988)

## Filmográfia
- Candy Goes to Hollywood (1979)
- SCTV (1981)
- Hell Camp of the Gland Robbers (1985)
- Reform School Girls (1986)
- The New Adventures of Beans Baxter (1987)
- Pucker Up and Bark Like a Dog (1990)
- MacGyver (1990)
- Wendy O. Williams and the Plasmatics: 10 Years of Revolutionary Rock and Roll (2006)